# Gnaptor spinimanus
Gnaptor spinimanus ist ein Käfer aus der Familie der Schwarzkäfer  (Tenebrionidae) und der Unterfamilie Tenebrioninae. Die Gattung Gnaptor ist auf Eurasien beschränkt und nach traditioneller Betrachtung in Europa nur durch die Art Gnaptor spinimanus vertreten. Nach neueren Autoren ist Gnaptor spinimanus von der auf Griechenland (Peloponnes) beschränkten Art Gnaptor boryi zu unterscheiden.

## Bemerkung zum Namen und Synonymen
Die Art wird erstmals 1781 von Pallas unter dem Namen Tenebrio spinimanus beschrieben. Der Artname spinimanus ist von lat. spīna, für Dorn und mánus für Hand (Vorderfuß) abgeleitet. Pallas bemerkt dazu in seiner Artbeschreibung tibiis primoribus spina robustissima (lat. an den Füßen der Vorderbeine mit einem sehr robusten Dorn).
Da sich Männchen und Weibchen stark unterscheiden, wurden diese anfangs als verschiedene Arten beschrieben (Pimelia laevigata, Pimelia glabrata, Blaps laevigata, Petrobius spinimanus). Im Verlauf mehrerer Revisionen der Gattung Gnaptor wurden in Europa zunächst zwei gute Arten unterschieden, Gnaptor spinimanus und Gnaptor boryi (zu Ehren von Jean Baptiste Bory de Saint-Vincent) synonym zu Gnaptor graecus, dann die beiden Arten als eine betrachtet, letztere neuerdings wieder in die beiden eben genannten Arten zerlegt.
Der Gattungsname Gnaptor wurde verschiedenen Autoren zugeschrieben, beispielsweise von Solier dem Insektenhändler Megerle. Fischer von Waldheim nennt sich selbst als Autor (Fischer), bemerkt aber gleichzeitig, dass er nicht wisse, mit welchem grammatikalischen Geschlecht das Wort Gnaptor von Dejean, Sturm, Faldermann oder Megerle benutzt wurde. Nach heutiger Auffassung ist Brullé 1832 der Autor. Brullé erwähnt den Käfer mit dem Namen Gnaptor spinimanus in der Einleitung seines Expeditionsberichtes zur Morea-Expedition mit der Bemerkung, dass  Fischer von Waldheim zu Recht vorgeschlagen habe, dass der Käfer einer neuen Gattung (nämlich Gnaptor) zuzuordnen sei. Bei der Beschreibung selbst wählt Brullé jedoch den Namen Petrobius spinimanus und bemerkt in einer Fußnote dazu, dass der Käfer in den Sammlungen von Paris unter dem Gattungsnamen Gnaptor bekannt sei. Brullé fährt fort, dass er in der Annahme, dass dieser Name inzwischen von Fischer von Waldheim veröffentlicht worden sei, in der Einleitung des Buches den Namen Gnaptor verwendet habe. Danach habe er jedoch festgestellt, dass diese Annahme falsch war und der Name Gnaptor inzwischen nicht veröffentlicht worden war, deshalb habe er die neue Gattung in Petrobius umbenannt. Brullé erkannte in Folge jedoch, dass der Name Petrobius bereits in einer anderen Insektenordnung vergeben war und änderte ihn unter den Berichtigungen zu seinem Expeditionsbericht erneut in Gnaptor.
Das Wort Gnáptor ist von altgr. γνάπτειν, κνάπτειν, gnaptein häufiger knaptein  für walken und der entsprechenden ausführenden Person γναπτωρ Gnaptor, dem Tuchwalker, abgeleitet. Und der lange Fortsatz an der Schiene des Vorderbeins des Käfers wurde wohl mit dem Arbeitsgerät des Tuchwalkers, der Walkstange, assoziiert. 
Der ungültige Gattungsname Petrobius (von altgr. πετρα petra für Stein und βίος bíos für Lebensraum) spielt auf das Vorkommen des Käfers in steinigen, trockenen Gebieten an.

## Beschreibung des Käfers
| | |   |   |
| Abb. 1: Körperumriss bei Männ- chen (♂) und Weibchen (♀) | Abb. 2: Kopf Seitenansicht |   |   |
| | |   |   |
| Abb. 3: Schiene des Vorderbeins von oben und deren Spitze von un- ten, links beim Weibchen, rechts beim Männchen grüner Pfeil: Zweiter Dorn nur beim Männchen                                                                                         | |   |   |
| \| \| \| \| \| \| A \| B \| C \| D \| | |   |   |
| Abb. 4: Mundwerkzeuge von unten, A: Oberkiefer, B: Kopf, C: dazu Schema nach Solier, rot: Kinn, hellgrün: Unterlippe, dunkelgrün: Lippentaster, hellblau: Unterkiefer, dunkelblau: Kiefertaster D: Haken an der Spitze der Innenlade des Unterkiefers | |   |   |
| | |   |   |
| Abb. 5: Punktierung der verschiedenen Körperabschnitte (gleicher Maßstab); C: auf dem Kopf, P: dem Halsschild E: den Flügeldecken | |   |   |
| | |   |   |
| Abb. 6: Flügeldecke, links ♀ Spitze von schräg oben, rechts ♂ seitlich getönt: grün: Falsche Epipleuren; rot:echte Epipleuren | |   |   |
| | |   |   |
| Abb. 7: Fühler von unten, Ein- lenkung unter der Erweiterung der Wange | Abb. 8: Vordertarsus ♂ von unten grün: Filzleiste durchgehend blau: nur Ecken filzig                                                                                               |   |   |
| | |   |   |
| Abb. 9: Unterseite des Hinterleibs von schräg hinten betrachtet 1, ...,5 Hinterleibssternite Gelenkhäute zwischen dem 3. und 4. sowie dem 4. und 5. Hinterleibsternit                                                                                 | Abb. 10: Ausschnitt Seitenansicht Pfeil auf Öffnung der Hüfthöhle, pink: Vorder-, gelb: Mittel-, türkis: Hinterhüfte, rot: Trochantinus, grün: Mittelschenkel, blau: Flügel- decke |   |   |
| | |   |   |
| A | B | C | D |

Der robust gebaute, plumpe Käfer erinnert stark an die Arten der Gattung Blaps und wird 18 bis 24 Millimeter lang. Er ist schwach glänzend schwarz. Im Querschnitt ist besonders das Weibchen stark gewölbt. Das Weibchen ist auch im Umriss deutlich runder als das Männchen (Abb. 1).
Der Kopf ist flach und breit, er verjüngt sich in Aufsicht nach vorn grob trapezförmig. Die Basis des Kopfes ist halsförmig abgeschnürt und in den Halsschild zurückgezogen. Der Kopf ist etwas breiter als lang und dicht punktiert (Abb. 5 links C). Der Kopfschild ist vorn leicht konkav. Die Augen (Abb. 2) sind dreimal so breit wie lang, kaum gewölbt und leicht nierenförmig. Die elfgliedrigen Fühler (Abb. 7) sind so lang wie der Halsschild, schnurförmig und gegen die Spitze nur wenig dicker werdend, das dritte Glied ist deutlich das längste, länger als das vierte und fünfte zusammen, die Glieder vier bis sieben sind trapezförmig, die drei vorletzten Glieder rundlich bis linsenförmig und durch eine bräunliche Pubeszens wie das Endglied matt, letzteres etwas schmaler, etwa so lang wie breit und zugespitzt endend. Die Einlenkung der Fühler ist nach oben durch eine Erweiterung der Wangen verdeckt (Abb. 2, Abb. 7). Die Oberlippe ist breiter als lang und vorn leicht ausgerandet. Das Kinn (in Abb. 4 C rot) verschmälert sich zur Basis so, dass die Einlenkung der Unterkiefer sichtbar ist. Die Unterkiefer (in Abb. 4 C hellblau) tragen an der Spitze der Innenlade einen nach innen gerichteten zweispitzigen Hornhaken (Abb. 4 D). Der Oberkiefer endet doppelspitzig (Abb. 4 A). Die Unterlippe (in Abb. 4 C hellgrün) ist zweilappig und herzförmig, die Lippentaster (in Abb. 4 C dunkelgrün) dreigliedrig mit beilförmigem Endglied. Die Kiefertaster (in Abb. 4 C dunkelblau) sind viergliedrig, das beilförmige Endglied gekrümmt und abgestutzt.
Der Halsschild ist fast platt, der Vorderrand wenig ausgeschnitten und etwas breiter als der Kopf, der Hinterrand gerade abgeschnitten und so breit wie die Basis der Flügeldecken. Die Seiten sind vor der Mitte ziemlich kräftig konvex gerundet und verengen sich nach hinten geradlinig oder leicht konkav, was dem Halsschild ein leicht herzförmiges Aussehen verleiht. Die Hinterwinkel sind stumpf. Der Halsschild ist fast so lang wie an der Basis breit, insgesamt deutlich breiter als lang. Die Punktierung ist fein und ziemlich gleichmäßig, etwas flacher und etwas weniger dicht als auf dem Kopf, aber dichter und kräftiger als die Punktierung der Flügeldecken (Abb. 5, Halsschildpunktierung P). Der Halsschild ist seitlich fein gerandet, vorn in der Mitte und an der Basis verschwindet der Rand.
Das Schildchen ist sehr klein, dreieckig und viel breiter als lang.
Die Flügeldecken sind gemeinsam breiter als der Halsschild, beim Weibchen deutlich breiter und fast kugelförmig, beim Männchen nur wenig breiter und mehr eiförmig. Neben der sehr schwachen und unauffälligen Punktierung sind die Flügeldecken schwach lederartig und vorwiegend quer gerunzelt (Abb. 5 rechts E), beim Weibchen stärker als beim Männchen. Flach vertiefte Längsstreifen können angedeutet sein. Die Flügeldecken haben seitlich durch einen feinen Rand abgesetzte, breite falsche Epipleuren (in Abb. 6 rechts grün getönt) und daran anschließende sehr schmale, echte Epipleuren (in Abb. 6 rechts rot getönt), die bis zum Nahtwinkel reichen. Die Flügeldecken sind bei beiden Geschlechtern hinten steil abfallend und dann waagrecht gemeinsam stumpf zugespitzt endend. Die Spitze ist von oben beim Männchen kaum, beim Weibchen nicht sichtbar (Abb. 1, Abb. 6 links Weibchen von schräg hinten). Die Flügeldecken sind an der Naht miteinander verwachsen. Hautflügel fehlen.
Der Hinterleib zeigt fünf sichtbare Hinterleibssternite. Zwischen dem dritten und vierten sowie dem vierten und fünften Sternit des Hinterleibs befindet sich eine glänzende Haut (Abb. 9 wegen besserer Sichtbarkeit der Gelenkhäute von schräg hinten).
Die Gelenkhöhlen der Mittelhüften sind seitlich offen (Abb. 10 weißer Pfeil). Ist die Hüfte so gedreht, dass die Beine nach hinten zeigen, wird der Trochantinus sichtbar (Abb. 10 rot getönt). Die Beine sind kräftig und relativ kurz. Die Schenkel sind auf der Unterseite flach rinnenartig ausgehöhlt. Der Innenrand der Vorderschienen trägt am Ende bei beiden Geschlechtern einen großen fingerartigen Dorn, beim Männchen befindet sich daneben noch ein viel kleinerer zweiter Dorn (Abb. 3 Mitte grüner Pfeil). Beim Weibchen verschmälern sich die Schienen nach vorn und sind dort kaum breiter als der Enddorn (Abb. 3 links), beim Männchen verschmälern sich die Schienen anfangs ebenfalls, werden aber kurz vor dem Ende wieder breiter und sind dort deutlich breiter als der große Enddorn, der deutlich kleiner als der des Weibchens ist (Abb. 3 rechts). Beim mittleren und hinteren Beinpaar tragen beide Geschlechter am Schienenende zwei mittelgroße Dornen. Die Tarsen der Hinterbeine sind viergliedrig, die der anderen Beine fünfgliedrig. Die Hinterschienen sind beim Männchen nicht, beim Weibchen schwach gebogen. Die Glieder der Vordertarsen tragen am Vorderrand der Unterseite sehr kurze dicht stehende Härchen, die einen Art Filz bilden. Bei den Weibchen und auch bei den Männchen von Gnaptor boryi sind diese Filzpolster bei allen Gliedern der Vordertarsen auf die Vorderecken beschränkt, bei den Männchen von Gnaptor spinimanus dagegen ist bei den ersten beiden Gliedern der ganze Vorderrand filzig behaart (Bürstenfleck, Abb. 8 grüne Pfeile) beim dritten und vierten Glied sind die Filzpolster ebenfalls auf die Vorderecken beschränkt (Abb. 8 blaue Pfeile).

## Biologie
Die Art ist sehr wärmeliebend. Den Käfer findet man vom frühen Frühjahr bis Sommer an trockenen Stellen mit lockerem Pflanzenbewuchs, etwa in Weinbergen, Steinbrüchen, sonnigen Hohlwegen und an trockenen Waldrändern. In südlicheren Ländern findet man ihn in Grassteppen mit Büschen in bergigem und steinigem Gelände, wo er am hellen Tag bedächtig herumkrabbelt, dabei verharrt er jedoch gern unter einem Schutz (pholeophil), etwa unter Steinen oder unter den abgestorbenen Blättern am Grunde krautiger Pflanzen. Als Besonderheit wird erwähnt, dass man in Ungarn ein lebendes Exemplar im Dezember auf Schnee gefunden hat. Der Käfer besitzt zu seiner Verteidigung Stinkdrüsen. Er ernährt sich von pflanzlichen Überresten (phytodetritophag).
Die Larven leben unter Steinen und in den oberen Erdschichten. Die Entwicklung ist vermutlich zweijährig.

## Verbreitung
Als pontomediterrane Art hat der Käfer seinen Verbreitungsschwerpunkt in den Steppen- und Waldsteppengebieten im Südosten von Europa, er ist jedoch auch in isolierten trockenwarmen Gebieten in Österreich, Ungarn, der Slowakei und zwei südlichen Gebieten Polens anzutreffen. Mit abnehmender extensiver Nutzung ist sein Vorkommen rückläufig. In östlicher Richtung kann er bis zum Unterlauf des Don gefunden werden. Außer den genannten Ländern ist er noch aus Bulgarien, Rumänien, Albanien, Mazedonien Montenegro, Slowenien, Serbien, Bosnien und Herzegowina, Tschechien, der Ukraine, der Republik Moldau, Griechenland und dem südlichen europäischen Russland gemeldet.